# روبرت الثاني ملك إسكتلندا
روبرت الثاني ملكًا لاسكتلندا منذ عام 1371 حتى وفاته عام 1390. كان الملك الأول من أسرة ستيوارت بصفته ابن وولتر ستيوارت ومارجوري بروس، ابنة الملك الإسكتلندي روبرت الأول من زوجته الأولى إيزابيلا من مار.
سُمي إدوارد بروس، الشقيق الأصغر لروبرت الأول، كوريث مفترض إلا أنه توفي دون ورثة في 3 ديسمبر 1318. توفيت مارجوري بروس على الأرجح في عام 1317 في حادث ركوب خيل وأصدر البرلمان مرسومًا يعيّن ابنها الرضيع، روبرت ستيوارت، كوريث مفترض، إلا أن ذلك أُبطل يوم 5 مارس 1324 مع ولادة ابن، ديفيد، للملك روبرت وزوجته الثانية إليزابيث دي بورغ. أصبح روبرت ستيوارت الستيوارد الأكبر لاسكتلندا مع وفاة والده في 9 أبريل 1327، وفي السنة نفسها ثبّت البرلمان الستيوارد الشاب كوريث في حال توفي الأمير ديفيد دون خلف. في عام 1329 توفي روبرت الأول وخلَفه على العرش ديفيد البالغ من العمر ست سنوات تحت وصاية توماس راندولف، إيرل موراي.
بمساعدة الإنجليز والنبلاء الاسكتلنديين الذين حرمهم روبرت الأول من وراثة العرش، غزا إدوارد باليول، ابن الملك جون باليول، اسكتلندا ملحقًا هزائم ثقيلة بحزب بروس في معركة دبلين مور في 11 أغسطس 1332 وفي معركة هاليدون هيل في 19 يوليو 1333. انضم روبرت، الذي شارك في القتال في هاليدون، إلى عمه الملك ديفيد في اللجوء في قلعة دمبارتون. فر ديفيد إلى فرنسا في عام 1334 وعيّن البرلمان، الذي تابع قيامه بوظائفه، روبرت وجون راندولف، إيرل موراي الثالث، كوصيين مشتركين على المملكة. وقع راندولف أسيرًا لدى الإنجليز في يوليو من عام 1335 وفي العام نفسه خضع روبرت إلى باليول مما أدى إلى خلع وصايته. أُعيد المنصب إلى روبرت في عام 1338 واحتفظ به حتى عودة ديفيد من فرنسا في يونيو من عام 1341. تواصلت الأعمال الحربية وكان روبرت مع ديفيد في نيفيل كروس في 17 أكتوبر 1346 واختار إما الهرب أو الفرار من ميدان المعركة إلا أن ديفيد وقع أسيرًا وبقي سجينًا إلى أن دُفعت فديته في أكتوبر من عام 1357.
تزوج روبرت إليزابيث مور نحو عام 1348، مما منح شرعية لأبنائه الأربعة وبناته الخمس. أنجب بعد زواجه اللاحق من يوفيميا دي روس عام 1355 ولدين وابنتين بقيتا على قيد الحياة. تمرد روبرت ضد الملك في عام 1363 إلا أنه خضع له بعد أن تهدد حقه في الخلافة. توفي ديفيد في عام 1371 وخلفه روبرت عن عمر الخامسة والخمسين. واصل زعماء الحدود مهاجمة المناطق التي كانت تحت سيطرة الإنجليز في جنوب اسكتلندا وبحلول عام 1384 استعاد الاسكتلنديون معظم الأراضي المحتلة. ضمن روبرت إدراج اسكتلندا في الهدنة الأنجلو-فرنسية لعام 1384 وكان ذلك عاملًا في الانقلاب في نوفمبر حين فقد السيطرة على البلاد أولًا لابنه الأكبر جون، وثم منذ عام 1388 إلى روبرت الشقيق الأصغر لجون. توفي الملك روبرت في قلعة دوندونالد في عام 1390 ودُفن في دير سكون.

## الوريث المفترض
كان روبرت ستيوارت المولود عام 1316 الابن الوحيد لوولتر ستيوارت، الستيوارد الأكبر لاسكتلندا، ولابنة الملك روبرت الأول مارجوري بروس التي توفيت خلال الولادة أو بعدها بقليل. كانت نشأة روبرت نشأة أحد النبلاء الغاليين على أراضي أسرة ستيوارت في بوت، كلايدسايد، وفي رينفرو. في عام 1315، ألغى البرلمان حق مارجوري بروس في أن تكون وريثة لأبيها لصالح عمها، إدوارد بروس. قُتل إدوارد في معركة فوغهارت، بالقرب من دوندالك في 14 أكتوبر من عام 1318، الأمر الذي أدى إلى سن قانون جديد في ديسمبر، عبر برلمان شُكّل على عجل، يفرض تسمية روبرت، ابن مارجوري، وريثًا في حال موت الملك دون خلف. ألغت ولادة ابن، سيُعرف لاحقًا بديفيد الثاني، للملك روبرت في 5 مارس من عام 1324 منصب روبرت ستيوارت كخليفة مفترض، إلا أن جلسة للبرلمان في كامبوسكينيث أعادته في يوليو 1326 إلى خط الخلافة في حال موت ديفيد دون وريث. ترافقت إعادته هذه بهبة أراض في أرغيل وروكسبورغاشاير ولوثيانز.

## الستيوارد الأكبر لاسكتلندا

### حروب الاستقلال المتجددة
بدأت أولى حروب الاستقلال خلال حكم الملك جون باليول. أُفسد عهده القصير بإصرار إدوارد الأول على سيادته المطلقة على اسكتلندا. خلصت القيادة الاسكتلندية إلى أن الحرب فقط هي ما سيحرر البلاد من إضعاف الملك الإنجليزي المستمر لسيادة باليول ولذلك أبرمت معاهدة مساعدة متبادلة مع فرنسا في أكتوبر من عام 1295. غزا الاسكتلنديون إنجلترا في مارس 1296، تسبب هذا التوغل إضافة إلى المعاهدة الفرنسية بغضب الملك الإنجليزي وحرض غزوًا لاسكتلندا أُخذت فيه برفيك في 30 مارس قبل هزيمة الجيش الإسكتلندي في دنبار في 27 أبريل. خضع جون باليول لإدوارد وتخلى له عن العرش قبل أن يُرسل إلى لندن كسجين. وعلى الرغم من ذلك، ظهرت مقاومة الإنجليز التي قادها ويليام والاس وأندرو موراي باسم الملك جون باليول. وبعد وفاتهما، استمر روبرت الأول بمقاومة الإنجليز ونجح في نهاية المطاف في هزيمة قوات إدوارد الثاني ملك إنجلترا وفي الظفر بالعرش الإنجليزي لنفسه.
أصبح ديفيد بروس، الذي كان يبلغ من العمر خمس سنوات، ملكًا في 7 يونيو 1329 بعد وفاة والده روبرت. كان وولتر ذا ستيوارد قد توفي في وقت سابق في 9 أبريل من عام 1327، ووُضع الولد اليتيم البالغ من العمر 11 عامًا تحت وصاية عمه، السير جيمس ستيوارت من دوريسدير، الذي عُين رفقة توماس راندولف، إيرل موراي، وويليام ليندساي رئيس شمامسة ساينت أندروز كأوصياء مشتركين على المملكة. أشعل ضم ديفيد إلى الملكية حرب الاستقلال الثانية التي شكلت تهديدًا لمنصب روبرت كوريث. في عام 1332، قاد إدوارد باليول، ابن جون باليول المخلوع، هجومًا على سيادة بروس مع دعم ضمني من ملك إنجلترا إدوارد الثالث وتأييد صريح من «المحرومين من وراثة العرش». ألحقت قوات إدوارد باليول هزائم ثقيلة بأنصار بروس في معركة دبلين مور في 11 أغسطس 1332 ومرة أخرى في معركة هالديدون هيل في 19 يوليو 1333، التي شارك فيها روبرت البالغ من العمر 17 عامًا. استولى باليول على ممتلكات روبرت ومنحها لديفيد ستراثبوجي، الإيرل الفخري لأثول، إلا أن روبرت نجى من الأسر ونال الحماية في قلعة دومبارتون حيث كان الملك ديفيد يلجأ أيضًا. بقي عدد قليل جدًا من المعاقل الأخرى في أيدي الاسكتلنديين في شتاء عام 1333، ولم تصمد في وجه قوات باليول سوى قلعة كيلدرمي (التي كانت تحت سيطرة كريستينا بروس، الأخت الكبرى لروبرت الأول وزوجة أندرو موراي من بوثويل) وقلعة بحيرة ليفين وقلعة بحيرة دون وقلعة أوركوهارت.
في مايو من عام 1334، بدت الأوضاع مروعة بالنسبة لأسرة بروس وحصل ديفيد الثاني على الأمان في فرنسا. بدأ روبرت باستعادة أراضيه غرب اسكتلندا. انحاز ستراثبوغي إلى مصالح أسرة بروس بعد خلافات مع رفيقه «المحرم من وراثة العرش» إلا أن معارضته الشرسة لراندولف وصلت إلى ذروتها في البرلمان الذي عُقد في قلعة دريزي مطلع العام 1335 حين تلقى ستراثبوغي الدعم من روبرت. غير ستراثبوغي تحالفه مرة أخرى وخضع للملك الإنجليزي في أغسطس وعين وصيًا على اسكتلندا.